# Illa Adugak
L'Illa Adugak (també anomenada Adougakh, possiblement de l'aleutià Adudak; rus: Адугак; anglès: Adugak Island) és una petita illa que forma part de les illes Fox, un subgrup de les illes Aleutianes, al sud-oest d'Alaska. Fa uns 2 km de llargada i es troba un 8 km al nord-oest de la costa d'Umnak. La seva alçada màxima és de 31 msnm i els seus voltants són molt perillosos per a la navegació per culpa de les nombroses roques que hi ha prop de la superfície.

## Nom
El nom li va ser donat el 1840 per Ivan Veniaminov. El seu origen podria ser el mot "Adudak",que significa "una mica llarg".

## Fauna
L'illa ha estat protegida com a rookery per la presència del lleó marí de Steller, en perill d'extinció, que s'ha observat durant l'hivern alimentant-se dels peixos que habiten les aigües properes.
El gavotí de Cassin havia viscut a la zona, però va desaparèixer pels depredadors introduïts, els vessaments de petroli i la mortalitat per interaccions pesqueres.